# Катастрофа Vickers Viscount в Чарльз-Сити
Катастрофа Vickers Viscount в Чарльз-Сити — крупная авиационная катастрофа, произошедшая ночью в понедельник 18 января 1960 года в округе Чарльз-Сити (штат Виргиния). Пассажирский самолёт Vickers 745D Viscount американской авиакомпании Capital Airlines выполнял рейс из Вашингтона в Норфолк, когда у него отказали все двигатели. Экипаж попытался запустить их, но через некоторое время авиалайнер рухнул на землю и разрушился, при этом погибли все находящиеся на борту 50 человек. За последние два года это была уже четвёртая (и крупнейшая) катастрофа с участием Vickers Viscount данной авиакомпании.

## Самолёт
Vickers-Armstrongs Viscount модели 745D (Vickers 745D Viscount) с регистрационным номером N7462 (заводской — 217) был построен 2 февраля 1957 года в Великобритании, а 2 марта продан американской авиакомпании Capital Airlines. Его общая наработка с момента изготовления составляла 9247 часов. Был оснащён четырьмя турбовинтовыми двигателями Rolls-Royce Dart модель 510, оборудованных воздушными винтами Rotol модель R130/4-20-4/12E (лопасти модели RA 25842).

## Экипаж
Лётный экипаж (в кабине) состоял из двух пилотов:
- Командир воздушного судна — 50-летний Джеймс Б. Форнэзеро (англ. James B. Fornasero). В авиакомпании Capital Airlines с 1 апреля 1941 года, а 14 февраля 1946 года был повышен до командира судна. Имел действующий сертификат пилота самолётов типа Douglas DC-3, DC-4, Lockheed Constellation и Vickers Viscount. Его общий налёт составлял 20 850 часов, в том числе 3560 на Viscount.
- Второй пилот — 36-летний Филип Х. Каллом—младший (англ. Philip H. Cullom, Jr.). В авиакомпании Capital Airlines с 14 июля 1953 года и имел действующий сертификат пилота Douglas DC-3. Его общий налёт составлял 5215 часов, в том числе 2952 на Viscount.

В салоне работали две стюардессы:
- 26-летняя Дайан М. О’Доннел (англ. Diane M. O’Donnell). В авиакомпании Capital Airlines с 6 марта 1959 года.
- 23-летняя Брижитт Ф. Х. Йордт (англ. Brigitte F. H. Jordt). В авиакомпании Capital Airlines с 25 марта 1959 года.

## Катастрофа
В тот день борт N7462 и его экипаж должны были выполнять рейс CA-020 из Вашингтона в Норфолк. Сам рейс 20 начинался в Чикаго, но в Вашингтоне произошла смена самолёта и экипажа. Экипаж прошёл предполётный инструктаж, включая информацию о прогнозе погоды, и начал готовиться к выполнению рейса. Всего на борту находились 44 взрослых пассажира и два ребёнка, общим весом около 7260 фунтов (3293 кг), 1047 фунтов (475 кг) груза, 401 фунт (182 кг) водо-метанола и 12 000 фунтов (5443 кг) топлива. Основной рабочий вес самолёта (пустой самолёт + экипаж) был оценён в 40 155 фунтов (18 214 кг), то есть общий взлётный вес рейса 20 по расчётам составлял 60 863 фунта (27 607 кг). Затем этот вес был подкорректирован, с учётом дополнительной стюардессы и служебной почты, и в итоге составил 61 083 фунта (27 707 кг). Максимально допустимый вес для взлёта с полосы 18/36 Вашингтонского аэропорта был определён как 64 500 фунтов (29 257 кг), а максимальный посадочный вес в Норфолке — 60 945 фунтов (27 644 кг), то есть в случае с бортом N7462 его вес был в установленных пределах.
В 21:30 рейс 20 отъехал от перрона и направился к началу полосы 36, а в 21:35 экипаж получил разрешение от диспетчера: Капитал 20, разрешается [следовать] в Норфолкский аэропорт через Спрингфилд, по «Виктор 3» до радиомаяка Брук, далее по плану, сохраняя высоту 5000 футов (1500 м). Прохождение Спрингфилда на [высоте] 3000 футов (910 м); сохранять 3000 до двух минут после Спрингфилда; прохождение Брук на 5000. В 21:40 был выполнен взлёт, после чего экипаж сразу перешёл на частоту диспетчера выхода.
Рейс 20 сперва следовал под контролем радиолокатора аэропорта вылета, а после Спрингфилда перешёл уже под контроль со стороны Вашингтонского центра управления воздушным движением и получил от последнего разрешение подниматься и занимать 8000 футов (2400 м). Затем экипаж получил новое разрешение на следование по воздушному коридору «Виктор 3» до Брука, после по «Виктор 286» до Таппахэннока, после по «Виктор 213» до Хопуэлла, а от него уже прямо на Норфолк, сохраняя при этом высоту 8000 футов (2400 м). Вскоре с самолёта доложили о прохождении Брука в 21:53 и расчётном времени достижения Таппахэннока в 22:02. Диспетчер сообщил, что радарный контроль прекращён, а экипаж должен сохранять связь с Вашингтоном до прохождения Таппахэннока, после чего переходить на связь с центром в Норфолке.
В 22:01 экипаж на низкой частоте сообщил в Норфолк о прохождении Таппахэннока и что рассчитывает достичь Хопуэлл в 22:12. Через четыре минуты, в 22:05 диспетчер в Норфолке дал новое разрешение: Капитал 20, разрешается до дальнего привода Норфолка от Таппахэннока по коридору «Виктор 213» до Хопуэлла, по вектору 140° от Хопуэлла до Дип-Крика и прямо на ближний привод Норфолка. Сохраняйте 8000, связь с Норфолк—радар на [частоте] 118,5 после Хопуэлла. Экипаж подтвердил получение информации; это был последний радиообмен с бортом N7462.
Согласно показаниям очевидцев, четырёхмоторный самолёт на малой высоте сделал два больших круга в левую сторону, всё время снижаясь, при этом у него словно были проблемы с двигателями, так как раза три был слышен шум резкого увеличения мощности, а затем словно выключения двигателей. Последний шум увеличения режима двигателей был слышен примерно в 22:19, а сразу после этого авиалайнер с курсом 183° рухнул в лес на территории округа Чарльз-Сити. Самолёт упал с тангажем 8° и практически без поступательной скорости, почти плашмя, нанизавшись при этом на деревья. Место падения располагалось в 8,4 морских милях (15,6 км) по азимуту 067° от радиомаяка Хопуэлл и в 6,3 морских милях (11,7 км) восточнее осевой линии коридора «Виктор 213». Возникший пожар охватил и уничтожил лайнер. Все 46 пассажиров и 4 члена экипажа на борту погибли, что на то время делало данную катастрофу по масштабам крупнейшей с участием Vickers Viscount. Это также крупнейшая катастрофа в истории авиакомпании Capital Airlines (до её поглощения, смотри ниже).

## Расследование

### Изучение обломков
Авиалайнер упал на лес плашмя и практически без поступательной скорости, так как был нанизан на пять деревьев: по два на каждую плоскость крыла и ещё одно прошло через хвостовой конус. Столкновение с землёй произошло в полётной конфигурации с убранными закрылками и шасси, все системы управления на борту до столкновения с землёй работали нормально, признаков пожара на борту во время полёта не найдено, топливные клапаны кольцевания выключены, противообледенительная система не была задействована. Тумблеры противообледенительной системы также находились в выключенном положении.
При обследовании обломков было отмечено, что на обеих левых силовых установках воздушные винты были зафлюгированы, а их лопасти установлены под углом 84,4°, тогда как на обеих правых силовых установках воздушные винты находились в рабочем положении с углом установки лопастей 24—26°. При этом на воздушном винте № 3 (правый внутренний) лопасти были меньше повреждены, нежели на винте № 4 (правый внешний). Таким образом, на момент происшествия на полную мощность работал только двигатель № 4, тогда как № 3 ещё не вышел на режим, а оба левых двигателя (№ 1 и 2) не работали. Противообледенительная система всех четырёх двигателей была отключена.

### Погодные условия
По данным на 19:00, восточный Мичиган и район озера Эри находились во власти циклона, а его центр продвигался на юго-восток, с понижением давления к юго-восточной Виргинии. Холодный фронт начинался северней Роли (штат Северная Каролина) и достигал Тампы (штат Флорида), тогда как тёплый фронт следовал на север вдоль побережья у границ Виргинии и Северной Каролины. Через три часа, в 22:00 холодный фронт простирался уже между Блэкстоном и Норфолком (Виргиния), а глаз циклона находился примерно в сотне миль (полторы сотни километров) восточнее залива Делавэр. На основании этих данных Национальная метеорологическая служба составила прогноз погоды для Виргинии, восточного Мэриленда, Делавэра и северо-востока Северной Каролины, согласно которому ожидались облачность с просветами и нижней границей от 100 футов (30 м) до 400 футов (120 м), небольшой дождь, туман, видимость от ½ до 2 миль. Также ожидалось некоторое улучшение погоды после полуночи, но до полуночи в районе прибрежных вод могли быть грозы. Зона обледенения на востоке Западной Виргинии находилась между высотами 4000 футов (1200 м) и 5000 футов (1500 м), а к востоку Северной Каролины повышалась, находясь уже между 8000 футов (2400 м) и 9000 футов (2700 м), после чего понижалась уже до поверхности в районе востока Западной Виргинии, запада Мэриленда и горных регионов Виргинии.
По данным метеослужбы в Норфолке на 21:30 была переменная облачность высотой 700 футов (210 м) и сплошная на 6000 футов (1800 м), видимость в тумане 4 мили (6,4 км). Спустя час, по данным на 22:31, видимость в тумане улучшилась до 6 миль (9,7 км). По данным очевидцев в районе происшествия, на протяжении часа—двух до катастрофы в регионе шёл сильный дождь, иногда с градом, сопровождаемый сильным ветром, а иногда был слышен гром. Экипажи других самолётов сообщали о турбулентности от слабой до умеренной, сильном дожде и тумане. В районе прибрежных вод турбулентность была уже сильной, а также наблюдалось сильное обледенение. Все эти погодные явления соответствовали прогнозу погоды, который получил экипаж перед вылетом из Вашингтона.

### Тесты
Полёт проходил в условиях облачности, но экипаж противообледенительную систему не включал. Таким образом получалось, что могло происходить отложение льда на самолёте. Проблема в том, что Vickers Viscount оборудован турбовинтовыми двигателями Rolls-Royce Dart, у которых при попадании внутрь посторонних объектов, включая лёд, может произойти срыв пламени, а значит и остановка двигателя. Согласно данным завода-изготовителя, для срыва пламени, согласно тестам, необходимо попадание внутрь кусков льда весом 3,5—4 фунта (1,5—2 кг), что эквивалентно слою льда толщиной ¼—½ дюйма (0,6—1,5 см), образовавшегося на внутренней части входного направляющего аппарата. Вообще до июля 1958 года минимальная температура включения противообледенительной системы на самолётах Viscount была установлена +5 °C, но после этой даты (в связи с катастрофой во Фриленде) была повышена до +10 °C. Были также внесены изменения в руководства по использованию противообледенительной системы, но как было установлено, Capital Airlines не вносила в правила для пилотов эти изменения, продолжая использовать правила 1957 года.
Действующие правила предусматривали, что в случае срыва пламени в условиях обледенения требовалось сперва зафлюгировать воздушный винт, а затем перезапустить двигатель, либо сперва опуститься до слоя воздуха с температурой не ниже 0 °C для очистки двигателя от льда, естественно, с включённой противообледенительной системой. Тогда следователи решили проверить, а насколько хватит заряда аккумуляторных батарей, если все четыре двигателя перестанут работать, а их противообледенительная система будет включена. Как показали тесты, в этом случае разрядный ток достигал 500 ампер, а уже через минуту—полторы заряда было недостаточно для нормального перезапуска двигателя. В этом случае двигатели можно ещё запустить, переведя их в режим авторотации, вручную выведя из режима флюгирования. Согласно испытаниям, для такой ситуации, чтобы запустить двигатель № 4 скорость нужна была не менее 150 узлов, а для запуска двигателя № 3 — не менее 180 узлов.

### Анализ данных
По результатам расследования можно сложить следующую картину событий.
После вылета из Вашингтона «Виккерс» влетел в облака и далее вплоть до занятия заданного эшелона следовал в них. Учитывая показания других экипажей, что вершины облаков достигали 10 000 футов (3000 м), а то и 13 000 футов (4000 м), выходило, что на крейсерской высоте 8000 футов (2400 м) он также попадал в них, а с учётом общего времени полёта находился в них в общей сложности около 10—15 минут. Сама облачность была слоистой, при этом граница верхнего слоя находилась на высоте 6000 футов (1800 м), тогда как нижнего — от 3000 футов (910 м) до 4000 футов (1200 м). В регионе в это время господствовал небольшой, но мощный циклон, который однако находился в стороне, так что полёт в целом проходил при спокойной погоде.
Однако в облаках было обледенение, которое в районе Вашингтона начиналось с высоты 5000 футов (1500 м), а на эшелоне 8000 футов температура воздуха составляла −8 °C. В районе происшествия обледенение наблюдалось на 6000 футов (1800 м), а температура воздуха на 8000 футах составляла −4 °C. Чтобы выйти из зоны обледенения, экипажу пришлось бы снижаться ниже 6000 футов, но затем на высоте около 4000 футов (1200 м) он бы влетел уже в другой слой облачности, нижняя граница которого была не выше 400 футов (120 м). Фактические погодные условия при этом располагали к образованию слоя льда на планере.
Можно утверждать, что на борту произошла остановка всех двигателей, а экипаж не включал противообледенительную систему, либо включил, но поздно. Подогрев топлива был отключён, поэтому была версия, что в топливе образовались кристаллы льда из-за попавшей в баки воды, после чего этот лёд забил фильтры, перекрыв поток топлива к двигателям. Но проверка топлива показала, что оно было чистым, без признаков воды, а потому льда в нём образоваться не могло. Но зато лёд мог образоваться на входных направляющих аппаратах, после чего если бы экипаж принял запоздалое решение включить обогрев силовых установок, то подтаявший лёд мог оторваться от корпуса и влететь внутрь двигателей, где привести к срыву пламени. Испытательные полёты подтвердили, что такой сценарий вполне возможен.
Последний радиообмен с экипажем был завершён в 22:05 за 14 минут до происшествия и за 40 миль от места катастрофы, при этом экипаж не сообщал ни о каких проблемах. Больше с борта N7462 сообщений уже не было, а значит, когда возникла аварийная ситуация, то она потребовала полного сосредоточения внимания экипажа, из-за чего тот даже не стал ни о чём сообщать на землю. Возможно, что экипаж не знал о том, что противообледенительная система должна была быть включена на протяжении всего полёта в условиях обледенения, а потому включил её с задержкой, когда уже успел образоваться слой льда. Этот слой льда с планера и попал в двигатели, в результате чего все четыре двигателя разом остановились. Как показала проверка истории всех «Висконтов», уже были 18 случаев, причём все на разных самолётах, когда во время полёта происходило падение силы тяги на всех четырёх двигателях, но те случаи, к счастью, обошлись без человеческих жертв.
Если бы отказал один двигатель, то самолёт мог продолжать полёт на эшелоне, но в данном случае отказали все двигатели, поэтому экипаж использовал руководство 1957 года и стал снижаться ниже зоны обледенения. Снижение, вероятно, выполнялось со стандартной скоростью 237 узлов, после чего, снизившись в зону тёплого воздуха, экипаж попытался запустить двигатели, стараясь при этом не терять высоту. Но так как срыв пламени был вызван попаданием льда, а последний продолжал оставаться ещё внутри, то и система продолжала автоматически флюгировать воздушные винты, поэтому экипаж стал пытаться вручную вывести винты на режим авторотации, а также избавиться ото льда хоть в одном из двигателей, задействовав электрический подогрев. Эти действия заняли минуты три, если не больше, а потому аккумуляторы успели разрядиться ниже уровня, необходимого для успешного запуска двигателей. К тому же скорость полёта продолжала снижаться и вскоре была уже недостаточной для сохранения высоты, а потому самолёт стал вновь снижаться.
Тогда экипаж мог попытаться запустить двигатели с помощью авторотации, для чего направил машину на снижение. В этом случае для запуска внешних двигателей (№ 1 и 4) требовалась скорость не менее 150 узлов, а для запуска внутренних (№ 2 и 3) — не менее 180 узлов. Исходя из результатов обследования обломков, можно утверждать, что экипаж сумел запустить двигатель № 4. При этом из-за предыдущих неудачных попыток в нём мог скопиться избыток топлива, который затем воспламенился при запуске двигателя, создав взрывоподобный шум, который слышали очевидцы. Лётные испытания свидетельствовали, что если на полную мощность будет работать лишь один из крайних двигателей, тогда как остальные будут зафлюгированы, то возникнет разворачивающий момент, в данном случае влево, при этом сопровождаемый потерей высоты. Свидетели слышали кратковременные шумы увеличения мощности, то есть экипаж пытался запустить двигатели. Следующим двигателем, который удалось запустить, оказался № 3, то есть теперь работали оба правых двигателя.
Самолёт был рассчитан на безопасный полёт, когда работают двигатели только на одной стороне крыла, но экипаж мог для подстраховки снизить их мощность, чтобы снизить разворачивающий момент. При этом командир не учёл, что в процессе запуска двигателей произошла потеря высоты, которую сложно было заметить при ночном полёте в облаках. Когда же экипаж неожиданно увидел перед собой землю, то действуя на уровне инстинкта самосохранения мог резко потянуть штурвалы «на себя», заставив самолёт резко поднять нос вверх. Из-за такого действия машина, однако, быстро потеряла поступательную скорость, перейдя в режим сваливания, после чего рухнула вниз прямо на лес.

### Причина катастрофы
15 сентября 1961 года был обнародован, а 21 сентября опубликован отчёт, согласно которому причиной катастрофы стало запоздалое включение противообледенительной системы, в результате чего произошла потеря тяги во всех двигателях, а затем закончилась и электроэнергия, необходимая для нормального управления воздушными винтами и перезапуска двигателей для продолжения нормального полёта.

## Последствия
За последние два года это была уже четвёртая (и крупнейшая) катастрофа с участием Vickers Viscount авиакомпании Capital Airlines, что привело к значительному подрыву доверия к последней. Помимо этого, Capital была подвергнута критике, что, будучи одним из основных операторов самолётов Vickers Viscount, она, тем не менее, не доводила своевременно до своих экипажей информацию обо всех изменениях в руководстве по лётной эксплуатации самолёта. Уже в мае 1960 году данная авиакомпания исключила из своего парка все «Висконты», а опасность банкротства была уже очевидной. Тогда она согласилась на слияние со своим главным соперником — United Airlines, что и было завершено 1 июня 1961 года, после чего последняя стала крупнейшей авиакомпанией в стране.
Катастрофа рейса 20 показала всю опасность обледенения для газотурбинных двигателей, что возможен одновременный отказ сразу всех двигателей, тем самым создавая аварийную ситуацию, с которой экипаж может не справиться. В результате были начаты дополнительные исследования по вопросам защиты двигателей от этого фактора. Была изменена и сертификация противообледенительных систем, а современные двигатели, в том числе и на Boeing 777, стали рассчитываться на одновременное попадание всего льда, скопившегося на входном направляющем аппарате. Также изменили системы автоматического флюгирования воздушных винтов.
Сам Vickers Viscount был первенцем турбовинтовой авиации, которая в эти годы ещё только начинала занимать свои позиции в гражданской авиации, но их омрачала серий происшествий. Ведь газотурбинные двигатели (турбовинтовые и турбореактивные) радикально отличались от поршневых, которые в свою очередь применялись ещё на самолётах братьев Райт и в результате совершенствования на протяжении последующего полвека стали достаточно надёжны и относительно неприхотливы ко многим факторам. Газотурбинные двигатели были совсем иными. Их открытый газовоздушный тракт был уязвим для попадания в него посторонних предметов, например льда, а потому защиты, которая применялась ещё на поршневых двигателях, в данном случае было уже недостаточно. Ещё одним фактором стало то, что турбовентиляторные двигатели развивали более высокие частоты вращения, а вращающийся на таких оборотах винт, находящийся в режиме авторотации, создаёт гораздо большее аэродинамическое сопротивление, по сравнению с винтами поршневых двигателей. Это также потребовало дополнительных исследований, на сей раз для изучения управляемости самолётом в данной ситуации.

### Комментарии
1. ↑  Здесь и далее по умолчанию указано Североамериканское восточное время (EST).